# Church of God in Christ
Church of God in Christ (COGIC) är USA:s största och äldsta pingstkyrka. 
1897 grundade Charles H Mason en fri församling i Lexington, Mississippi sedan han blivit utesluten ur sin baptistförsamling på grund av att han predikade helgelserörelsens budskap om helgelsen om en andra välsignelse (efter omvändelsen) som renade från arvssynden.
Fler församlingar bildades i gemenskap med Masons. De kallade sig till en början bara för Guds församling, "Church of God."
Men på många håll i landet bildades vid denna tid andra församlingar och rörelser med namn. För att undvika sammanblandning med dessa lade Mason till orden "in Christ" i namnet. I mars 1907 åkte Mason till Los Angeles, på COGIC:s uppdrag för att studera William J. Seymours omskrivna väckelsekampanj på 312 Azusa Street. Mason upplevde andedopet med åtföljande tungotal och tog till sig Seymours förkunnelse om denna erfarenhet som en tredje välsignelse (efter omvändelsen och helgelsen) i en kristens liv.
Denna lära vållade dock splittring i Masons kyrka när han återvände hem och resulterade i att COGIC samma år delades i två rörelser med samma namn. Masons riktning, bestående av tio församlingar, med högkvarter i Memphis, Tennessee, valde en styrelse som enhälligt utsåg Mason till "Senior Bishop". Efter år av rättsliga tvister vann Masons rörelsen slutligen rätten till namnet COGIC och de som inte delade dessas pingstförkunnelse organiserade sig istället under namnet Church of Christ (Holiness).
Mason färdades flitigt runt i USA, höll väckelsekampanjer, bildade församlingar och ordinerade pastorer inom COGIC.
När Assemblies of God bildades 1914 inbjöds bara vita förkunnare att bli medlemmar, däribland 350 COGIC-pastorer. Mason närvarade dock vid bildandet och önskade dessa lycka till. Därefter kom COGIC främst att utvecklas till en afroamerikansk rörelse.
Vid Masons död 1961 hade COGIC spridit sig till samtliga delstater i USA och flera missionsländer och bestod av över 4000 församlingar med sammanlagt 400 000 medlemmar.  